# Josef Adam Irschara

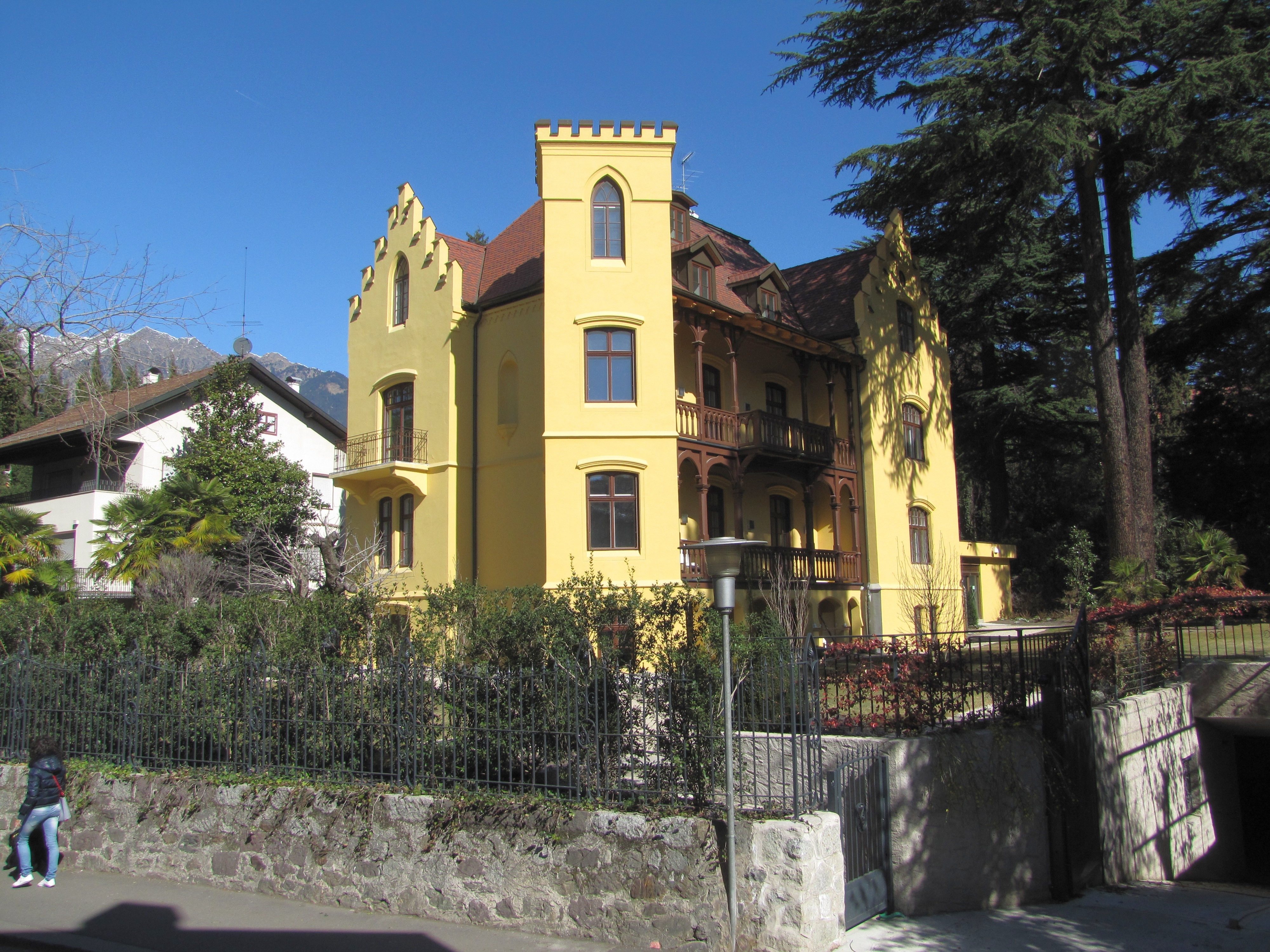
Villa Sanssouci in Meran

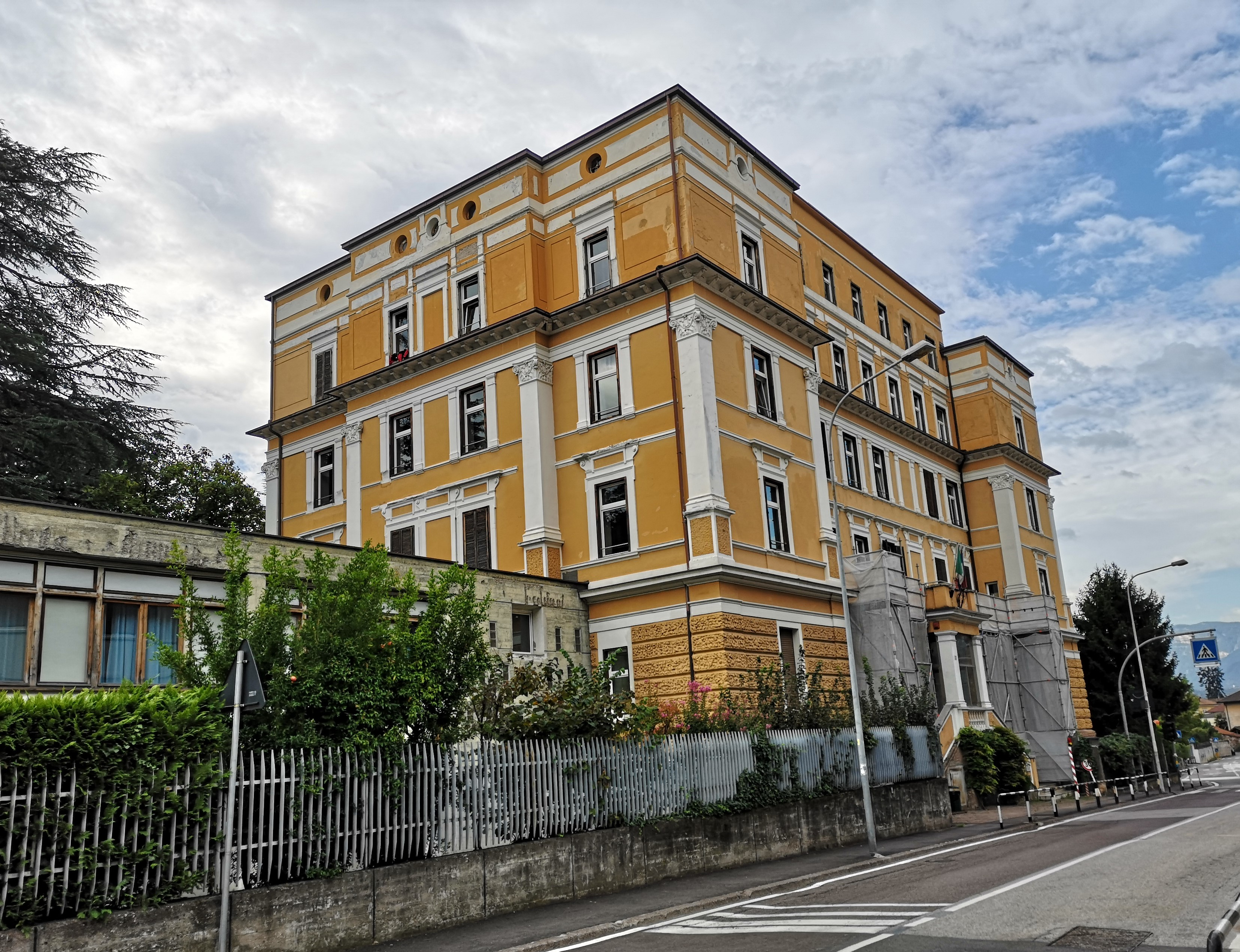
Ehem. Hotel Sonnenhof in Gries-Bozen

Josef Adam Irschara (* 23. Dezember 1848 in Innsbruck; † 26. August 1925 in Absam bei Hall) war ein Südtiroler Baumeister.
Er war Sohn des Gärtners und Viktualienhändlers Peter Irschara. Er heiratete in Meran am 30. Juni 1873 Elisabeth Anna Würtenberger, die aus Zell am Ziller stammte.
Er hatte zwei Töchter; Elisabeth heiratete Decorona in Bozen; Ida heiratete Czichna in Innsbruck. Daneben hatte er einen Sohn Otto, der 1883 verstarb.
Nach 1900 übersiedelte er nach Absam bei Hall; dort baute er die Villa Schönhausen (heute St.-Josef-Missionshaus) und 1909 bis 1910 das Schillerschlössl.
Irschara baute eher klobig und setzte vorzugsweise Türmchen an seine Bauten.

## Bauwerke
Hier eine Auflistung von Bauwerken aus seiner Hand (soweit nicht anders angegeben, in Bozen):
- 1873 Villa Sanssouci, Winkelweg in Meran.[2] Unter Denkmalschutz[3]
- 1874 Neubau des ehemaligen Gasthofes zur Sonne im neugotischen Stil, Ecke Obstplatz / Museumstraße
- 1881–1883 Anbau und Weinstube im Hotel Greif in der Raingasse
- 1882–1884 Pension Navratil in Gries. Wurde 1901 durch Viktor Malfér gekauft, der dort ein Sanatorium für Leichtlungenkranke eröffnete. Heute Altersheim „Serena“. Unter Denkmalschutz[4]
- 1883–1884 Kurhaus Gries; heute nach erfolgten Um- und Anbauten genutzt als Schule (Istituto delle Marcelline), in der Marcellinen-Straße
- 1885 Pension Habsburg, Ecke Fagen- und Guntschnastraße. Anfang der 1970er Jahre abgerissen und durch Mehrfamilienhaus ersetzt
- 1886 Villa Elisabeth der Frau Überbacher, heute Karmelitenkloster in der Prinz-Eugen-Allee
- 1886–1889 Café Walther von der Vogelweide am Waltherplatz, heute Banca Nazionale del Lavoro
- 1887 Villa Wickenburg in der Turmgasse, 1971 abgerissen und durch Mehrfamilienhaus ersetzt
- 1887/88 Hotel Sonnenhof in der Fagenstraße, heute Schülerheim (Convitto Nazionale)
- 1889 Villa Waldmüller in der Dantestraße
- 1890 Irscharas eigene Privatvilla in der Dantestraße
- 1890 Weinstube im Hotel Badl; es stand ungefähr am Ostrand des 4.-November-Platzes und dem Beginn des Petrarcaparks[5]
- 1900 Zollhaus an der Talferbrücke; es stand an der Stelle des INPS-Gebäudes, wurde abgebaut und hinter der Rentscher Brücke neu errichtet
- 1900 Projekt für die Bozner Wassermauer erstellt